# Józsefháza
Józsefháza falu Romániában, Szatmár megyében.

## Fekvése
Szatmár megyében, Aranyosmeggyestől északkeletre található település.

## Története
Józsefháza a Szinéri uradalomhoz tartozott egykor, s a Meggyesaljai Mórocz család birtoka volt.
A 15. század végére a Meggyesaljai Mórocz család kihaltával a Báthori család birtoka lett, akik 1520-ban osztoztak meg a birtokon, s övék volt egészen 1609-ig, mikor ecsedi Báthori István magvaszakadtával Józsefházát Csomaközi Péter kapta, s a Csomaközieké maradt az 1600-as évek végéig, de közben részbirtokos volt még itt 1624-től Kovacsóczy István, 1629-ben pedig Károlyi Katalin is. A szatmári béke után gróf Károlyi Sándor birtoka lett. A 18. század végén a gróf Károlyi család, a gróf Teleki, báró Vécsey, Szirmay, Tóth és Kacsó családok birtoka, s övék volt egészen a 19. század közepéig, de birtokot szerzett itt még a Rátonyi, Bagossy, Boross, Varga és a Papp család is.
A 20. század elején Papolczy Béla a legnagyobb birtokosa. A faluhoz tartoztak még Gémes, Bélafalva, Kereszteság, Izsék (Weisz) és Órét-tanyák is, és a Józsefházi szőlőtelep. Borovszky az 1900-as évek elején írta a településről: „Kisközség a szatmári járásban 281 házzal, 1530 lakossal, akik közül 1038 magyar, 486 oláh. Közöttük 685 görögkatolikus, 467 római katolikus, 340 református, 38 izr. Határa 5058 kat. hold. A községnek van postája. Távirója és vasúti állomása Aranyosmeggyes”. A 20. század elején Szatmár vármegye Szinérváraljai járásához tartozott.
Az 1910-es népszámláláskor 1420 lakosa volt, ebből 1040 magyar, 380 román volt, melyből 401 római katolikus, 647 görögkatolikus, 353 református volt.

## Nevezetességek
- Római katolikus templom – 1875-ben épült Szent István király tiszteletére. 1896-ban leégett, de még ez évben újraépült. Két tornyát 1913-ban építették hozzá.
- Görögkatolikus templom – 1888-ban készült el.
- Református templom – 1767-ben épült. Fatornyát 1819-ben készítették hozzá.

## Híres emberek
- Itt született 1951-ben Simpf János római katolikus pap, tanár és költő.
- Itt született Szatmári Mór, 1891-ig Gottlieb (1858 – 1931) magyar újságíró, országgyűlési képviselő.